# The Terminal Man
The Terminal Man is een Amerikaanse sciencefictionfilm uit 1974 onder regie van Mike Hodges, gebaseerd op het gelijknamige boek van Michael Crichton (schrijver van onder andere het boek Jurassic Park).

## Verhaal
The Terminal Man Harry Benson heeft last van gewelddadige aanvallen. Deze zijn het gevolg van een vorm van epilepsie. Onderdeel van zijn psychose is dat hij paranoïde is over de invloed van computers op het menselijk leven. Medici zien in hem een geschikte patiënt om deel te nemen aan een nieuw experimenteel programma. Door middel van elektroden in zijn hersenen kan een computer zijn gewelddadige epileptische aanvallen intomen. Helaas gebeurt dit door middel van rustgevende stimulansen die hem onbewust stimuleren. Hierdoor voeden ze juist zijn paranoia.

## Rolverdeling
| Acteur            | Personage            |
| ----------------- | -------------------- |
| George Segal      | Harry Benson         |
| Joan Hackett      | Dr. Janet Ross       |
| Richard Dysart    | Dr. John Ellis       |
| Donald Moffat     | Dr. Arthur McPherson |
| Michael C. Gwynne | Dr. Robert Morris    |
| William Hansen    | Dr. Ezra Manon       |
| Jill Clayburgh    | Angela Black         |
| Norman Burton     | Det. Capt. Anders    |
| James Sikking     | Ralph Friedman       |
| Matt Clark        | Gerhard              |
| Jim Antonio       | Richards             |